# Georg Kükenthal
Georg Kükenthal, né le 30 mars 1864 à Weißenfels et mort le 20 octobre 1955 à Cobourg, est un pasteur allemand qui fut également un botaniste réputé, notamment dans l'étude du genre Carex. Son abréviation botanique est Kük., anciennement Kükenth.

## Biographie
Georg Kükenthal naît dans la famille d'un fonctionnaire des impôts du royaume de Prusse. Son frère, Willy Kükenthal, deviendra zoologiste. Il quitte le lycée de Zeitz en 1882. Après son Abitur, il passe une année de volontariat au 125e régiment d'infanterie (de).
Ensuite Kükenthal étudie la théologie à Tübingen et à l'université de Halle auprès de Willibald Beyschlag (de). Il fait partie des associations d'étudiants Ghibellinia à Tübingen, et Pomerania à Halle.

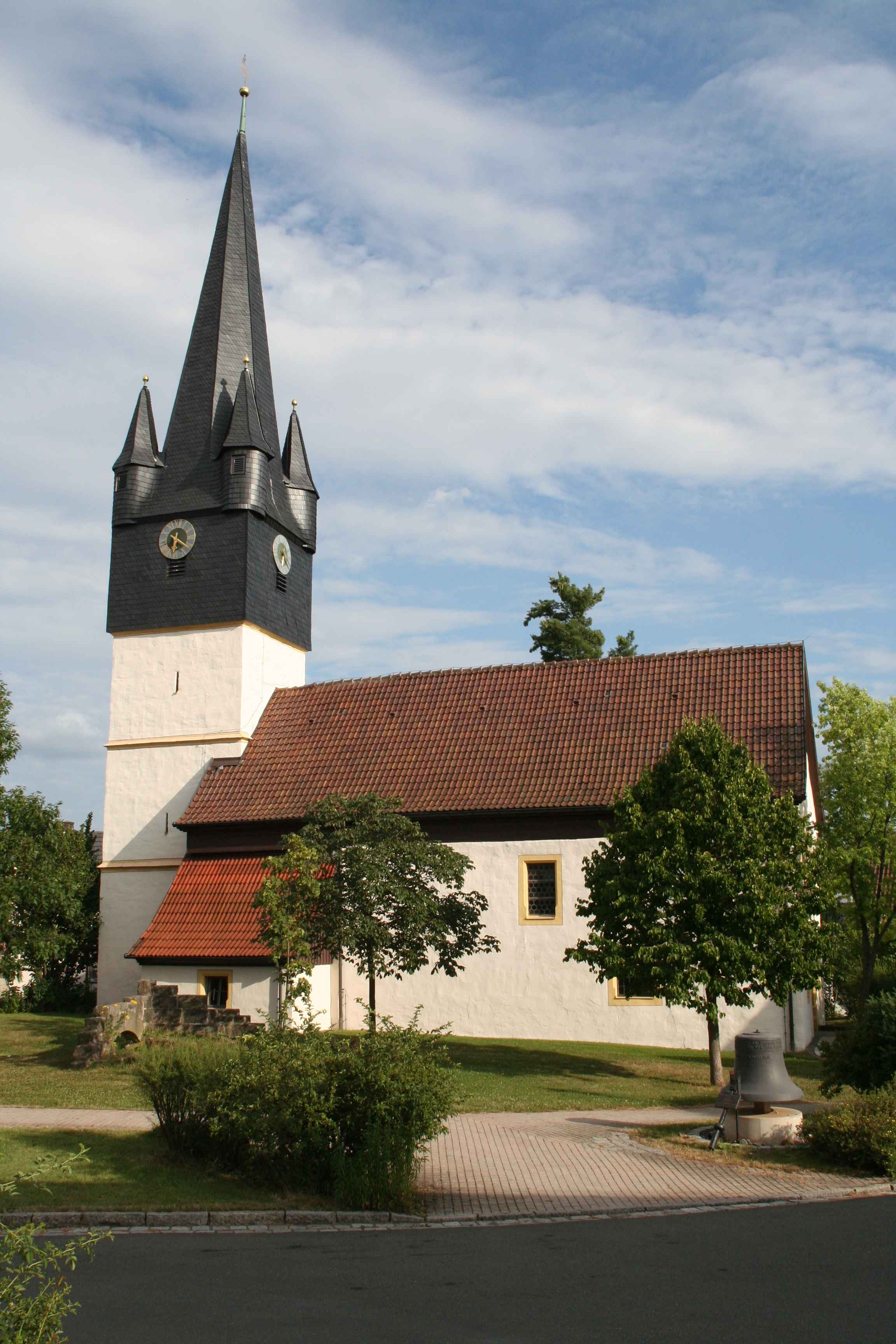
Vue de l'église luthérienne Saint-Égide de Grub am Forst

Le 29 novembre 1885, il est ordonné pasteur prédicateur, puis il a la responsabilité de paroisses de village, à Weitramsdorf, à Großwalbur, à Breitenau, et en 1895, il est envoyé à Grub am Forst. Il est nommé Oberpfarrer (pasteur de canton) et chargé de l'église Saint-Maurice de Cobourg (de). En 1914, il est nommé surintendant de Cobourg et de ses environs, et en juin 1920, surintendant général, ayant ainsi la responsabilité pastorale des églises luthériennes de la région, mais aussi de l'Église indépendante de Cobourg. Celle-ci fusionne avec l'Église indépendante de Bavière en 1921. De 1921 à sa retraite en 1928, Georg Kükenthal est responsable du doyenné luthérien-évangélique de Cobourg.
Depuis ses études primaires, il est passionné de botanique qu'il apprend de lui-même. Il étudie spécialement les Cyperaceae, les genres Rubus et Salix, qui sont particulièrement difficiles à aborder, ainsi que les potentilles et les roses. Il divise en 1909 les Cyperaceae en quatre sous-genres: Primocarex, Vignea, Indocarex et Eucarex.
Il part pour sa première expédition botanique au Turkestan russe, en 1913 pendant trois mois, après avoir reçu une invitation officielle du gouvernement russe. En 1914, il étudie la végétation de la Corse, mais il est aussitôt interné, car la Première Guerre mondiale éclate cet été-là. Il reste trois ans prisonnier, rentrant à Cobourg, en décembre 1917.
Adolf Engler lui confie pour son ouvrage Die Pflanzenreich (1909) les articles concernant les Cyperaceae-Caricoideae. Pour l'édition de 1935-1936, il rédige ceux des Cyperaceae-Scirpoideae-Cyperae. Il rédige avec Hans Woldemar Schack (de) Beiträge zur Flora von Coburg und Umgebung (Rosen und Brombeersträucher).
Dans ses vieux jours, il s'intéresse à l'étude des mousses. Il peut ainsi décrire trente-huit espèces nouvelles par rapport au traité d'Adam Brückner (1862-1933) paru en 1902. Par ses 143 publications, il s'avère également un bryologiste confirmé.
Georg Kükenthal possède l'herbier de Carex, le plus important du monde à cette époque, avec 45 000 spécimens. Il fut acquis par le musée botanique de Berlin, mais disparut pendant les bombardements de la capitale à la fin de la Seconde Guerre mondiale. Cependant le Muséum de Cobourg possède toujours aujourd'hui une partie de son herbier.
Georg Kükenthal était marié et père d'une fille. Sa femme Martha était également collectrice de plantes. Son herbier est conservé à l'Herbier de Hambourg.

## Distinctions
Georg Kükenthal était membre-correspondant depuis 1897 de la Société botanique de Ratisbonne. En 1912, il est élu directeur de l'Académie internationale de géographie botanique. Il reçoit en 1913 le titre de docteur honoris causa de l'université de Breslau en hommage à ses travaux concernant les Cyperaceae. Enfin, il est nommé membre la fameuse Leopoldina, l'année où il fête ses quatre-vingt-dix ans.
Le pasteur Kükenthal était titulaire de la croix de chevalier de l'Ordre du Mérite de la République fédérale d'Allemagne.

## Quelques publications
- 1936. Cyperaceae-Scirpoideae-Cypereae, etc., in: Das Pflanzenreich. Hft. 10
- 1913. Kükenthal, G. Cyperaceae yunnanenses maireanae
- 1909. Cyperaceae-Caricoideae, etc.n in: Engler, HGA, éd. Das Pflanzenreich: regni vegetabilis conspectus 4(20): 247, Leipzig
- 1905. Kükenthal, G; L Gross, Carex divulsa × remota. Mitteilungen des badischen botanischen Vereins, 207: 74-75
- 1904.Kükenthal, G. Caricæ novæ vel minus cognitæ // Bulletin de l'Herbier Boissier, 2e série, vol. IV (1), janvier 1904, pp. 49–59